# ألبرت دورانت واتسون
ألبرت دورانت واتسون هو شاعر كندي، ولد في 8 يناير 1859 في Dixie, Mississauga ‏ في كندا، وتوفي في 3 مايو 1926 في تورونتو في كندا.